# Autodifesa di Caino
(Andrea Camilleri, nel chiudere del suo monologo)
Autodifesa di Caino è uno spettacolo teatrale scritto da Andrea Camilleri.
Il monologo avrebbe dovuto essere rappresentato lunedì 15 luglio 2019, alle Terme di Caracalla in Roma, ma la rappresentazione fu cancellata pochi giorni prima a causa delle gravi condizioni di salute in cui riversava lo scrittore (che sarebbe deceduto il 17 dello stesso mese).

## Trama
Lo spettacolo tratta una sorta di interpretazione "in chiave Camilleriana" se così possiamo dire, ironicamente, sul il primo assassinio della storia dell'uomo - l'uccisione di Abele da parte di suo fratello Caino. 
Il giardino dell'Eden è visto come il commissariato di Vigàta, in cui Montalbano è Dio, l'ispettore Fazio è  l'Arcangelo Gabriele e il vicecommissario Augello è Diavolo Alialel.
Il commissario dell'Eden si trova a dover indagare su di un caso inaudito, il primo assassinio della storia: Caino, un agricoltore, ha ucciso suo fratello Abele, un pastore.
Il racconto è una moltitudine di cose: una lunga deposizione, un dibattito con testimoni, accuse e difese, una sorta di processo. Caino è un agricoltore di un fertile terreno, le pecore del fratello Abele, ci pascolano sopra, distruggendole il raccolto, in seguito i due vennero ad alzare le mani. Durante l'azzuffata Caino che nel frattempo sta per soccombere, intravede nello sguardo del fratello una luce omicida, cominciando a chiedere pietà. Abele gliela concede, Caino lo colpisce con una grossa pietra, trovata lì vicino, a tradimento, uccidendolo sul colpo. Successivamente Caino cerca di sbarazzarsi del corpo, provando a seppellirlo, ma dopo giorni riaffiora nel terreno, quindi prende il corpo e comincia a vagare senza meta nel Deserto, con seguito di corvi e Avvoltoio alle spalle. Durante il lungo processo, anche in questo caso c'è il giuoco delle attenuanti e aggravanti, in cui si cerca un movente.
Camilleri racconta le varie interpretazioni del presunto assassinio,e del suo vile gesto attraverso la storia (come fece anche per il suo altro spettacolo teatrale Conversazione su Tiresia, andato in scena l'11 giugno 2018 presso il Teatro greco di Siracusa, in Sicilia), per pochi istanti interviene anche lui (Andrea Camilleri), nelle vesti di Contastorie:
Camilleri in questo suo monologo ha voluto raccontare il "finale di partita" del primo killer della storia, l'inventore dell'omicidio.

## Edizioni
La versione integrale della rappresentazione teatrale è stato pubblicata presso Sellerio, nella collana "Il divano" (numero 323), a novembre 2019 (pag. 81), con una nota dell'editore Antonio Sellerio in apertura. C'è anche una versione tradotta allo spagnolo, pubblicata dalla casa editrice Altamarea Ediciones, a maggio 2021.